# Терруджа
Терруджа (італ. Terruggia, п'єм. Trugia) — муніципалітет в Італії, у регіоні П'ємонт, провінція Алессандрія.
Терруджа розташована на відстані близько 490 км на північний захід від Рима, 60 км на схід від Турина, 24 км на північний захід від Алессандрії.
Населення — 935 осіб (2014).
Щорічний фестиваль відбувається 11 листопада. Покровитель — святий Мартин Турський.

## Демографія
Населення за роками:

Станом на 1 січня 2023 року в муніципалітеті офіційно проживало 26 іноземців з 12 країн, серед них 9 громадян країн Євросоюзу.

## Сусідні муніципалітети
- Казале-Монферрато
- Розіньяно-Монферрато